# Waverly (Missouri)
Waverly – miasto w Stanach Zjednoczonych, w stanie Missouri, w hrabstwie Lafayette.